# 폐정맥

폐정맥(pulmonary vein)은 폐에서 심장으로 산소가 공급된 혈액을 전달하는 정맥이다. 가장 큰 폐정맥은 4개의 주요 폐정맥으로 각 폐에서 2개씩 심장의 좌심방으로 배출된다. 폐정맥은 폐순환의 일부이다.

## 기능
폐정맥은 폐포에서 산소가 공급된 혈액을 받아 좌심방으로 돌려보내는 등 호흡에 필수적인 역할을 한다.